# Видеосервер
Видеосервер — компьютерное устройство (сервер), предназначенное для приёма, хранения, воспроизведения или ретрансляции видеосигнала и (или) аудиосигнала; обработки изображений, в том числе полученных в инфракрасном спектре; обработке данных телеметрии; управления другими системами безопасности. По функциональности является развитием цифрового видеомагнитофона.

## Классификация
Видеосерверы различаются:
- по применению — в системах телевизионного вещания, телевизионного производства, видео по запросу, с цифровым кинопроектором или в системах видеонаблюдения;
- по типу интерфейсов ввода-вывода медиа-данных — AV сигналы, либо транспортные потоки (через ASI или IP);
- по типу интерфейсов ввода-вывода AV сигналов — аналоговые (композитный, компонентный, аналоговое аудио) или цифровому (SDI, IEEE_1394, HDMI, DVI);
- по типу разрешения — низкого разрешения, стандартного разрешения или высокой чёткости;
- по числу функционирующих каналов — одноканальные и многоканальные видеосерверы;
- по возможности синхронизации от внешнего сигнала (например, PAL BB, либо Tri Syns);
- по возможности синхронизации времени и разметки записываемых материалов от внешнего сигнала — LTC, VITC, NTP;
- по применяемому типу компрессии видеосигнала (при наличии);
- по наличию или отсутствию встроенной возможности локального хранения видеоинформации;
- по аппаратной реализации — специализированные устройства или видеосерверы на основе обычного компьютера;
- по протоколам управления сервером — стандартным (VDCP, MVCP) или специфическим для производителя;
- по протоколам управления иными устройствами — AV коммутаторами, VTR, GPI-устройствами и пр.;
- по условиям эксплуатации — стационарные и мобильные видеосерверы;
- по возможности интеграции нескольких видеосерверов, возможно территориально распределённых, в единую систему.

## Применение
В системах телевизионного вещания
В системах телевизионного вещания видеосерверы используются для плановой выдачи заранее подготовленных видеоматериалов в эфир. В большинстве случаев видеосерверы находятся под управлением системы автоматизации телевизионного вещания.
В системах безопасности
Видеосерверы широко применяются при построении систем видеонаблюдения (CCTV) и аудиоконтроля в качестве промежуточного оборудования. Видеосерверы могут использоваться и как оконечные устройства, если они устанавливаются непосредственно в помещении используемом для контроля видео(аудио)информации. Существуют готовые серийные видеосерверы, а также платы видео и аудиозахвата с программным обеспечением, которые используются для самостоятельной сборки видеосерверов.
Кроме того, видеосерверы могут быть ядром интегрированных систем безопасности. В таких системах они могут: управлять системой контроля доступа (используется программно-аппаратная обработка изображений с распознаванием лиц, автомобильных номеров, номеров вагонов и др.); осуществлять обработку звуковых сигналов с распознаванием голоса; использовать тепловизоры, например, для определения уровня жидкости в цистерне или равномерности прогрева объектов наблюдения; использовать радары для определения скорости движения транспортных средств и пр.). В интегрированных системах безопасности видеосерверы часто используются и как управляющие устройства для комплексов оповещения, систем охранной и пожарной сигнализации. Кроме того, на современном этапе развития видеосерверы используют для обработки различных элементов телеметрии, контроля кассовых операций, контроля и учета рабочего времени на крупных предприятиях и пр.

## Преимущества
Видеосерверы на базе компьютеров имеют ряд преимуществ перед видеорегистраторами (non-pc). Они обладают гибкой конфигурацией и открытой архитектурой, что позволяет наращивать и изменять параметры системы по мере необходимости. Кроме того на базе видеосервера возможно создать интегрированную систему безопасности — видеоконтроль, аудиоконтроль, охрана территории, контроль телефонных переговоров, противопожарная безопасность, контроль доступа в помещения и т. д.